# Montagne Rocciose Canadesi

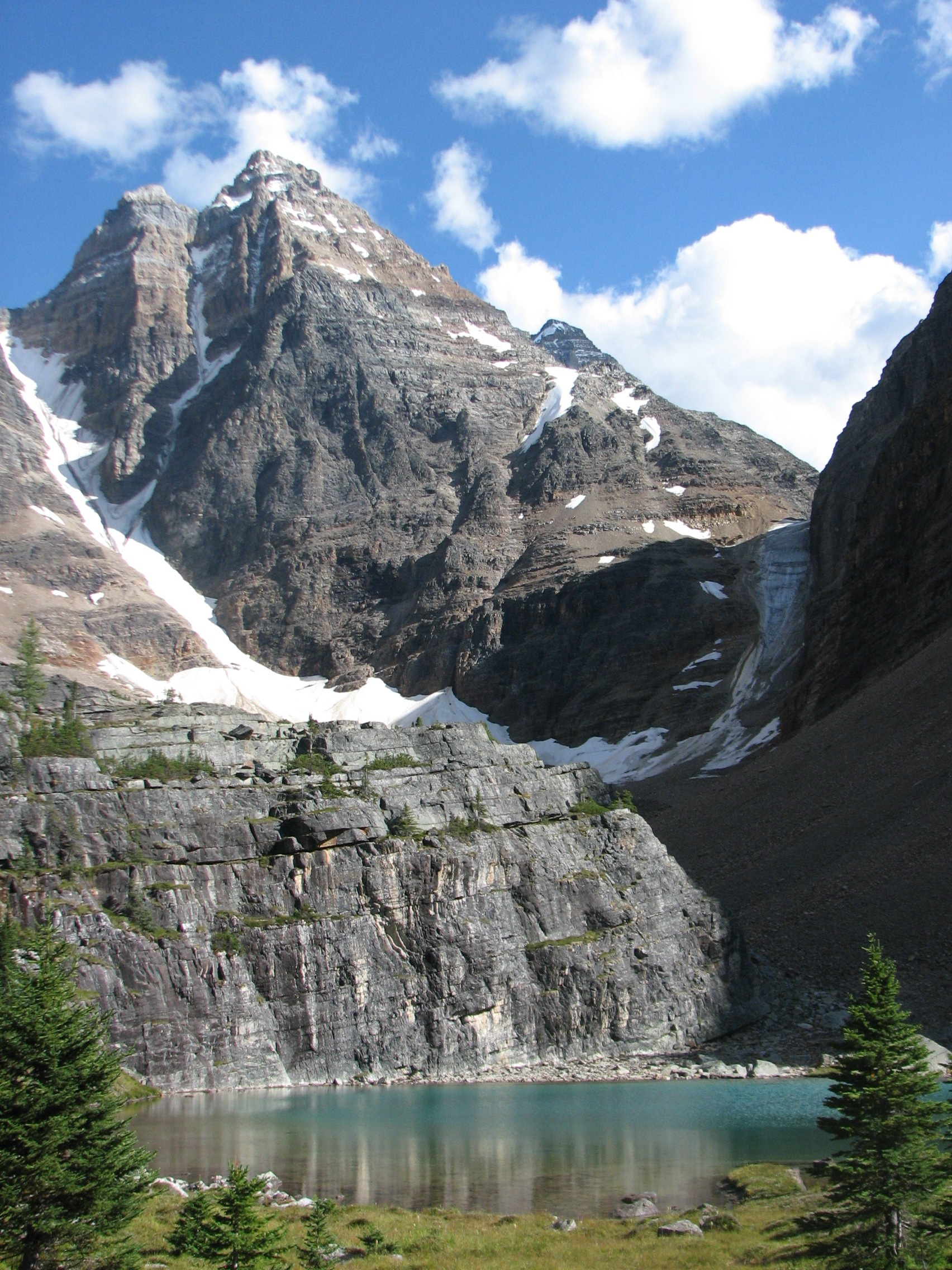
Il Ringrose Peak e il lago O'Hara, British Columbia, Canada

Le Montagne Rocciose Canadesi, come dice il loro nome, costituiscono il segmento canadese delle Montagne Rocciose. Il limite meridionale, nell'Alberta e nella Columbia Britannica, confina con l'Idaho e il Montana negli Stati Uniti, terminando, a nord, nella Liard Plain, sempre nella Columbia Britannica.

## Descrizione
Contrariamente a quanto di solito si crede, le Montagne Rocciose non arrivano fino allo Yukon o all'Alaska e neppure nella parte centrale della Columbia Britannica. A nord del fiume Liard, i Monti Mackenzie, che non fanno parte delle Montagne Rocciose, formano una parte del confine tra lo Yukon e i Territori del Nord-Ovest. Anche le montagne ad ovest del Rocky Mountain Trench formano catene distinte dalle Montagne Rocciose.

### Punti più elevati
| Monti              | metri |
| ------------------ | ----- |
| Monte Robson       | 3.954 |
| Monte Columbia     | 3.747 |
| North Twin Peak    | 3.684 |
| Monte Clémenceau   | 3.658 |
| Monte Alberta      | 3.619 |
| Monte Assiniboine  | 3.618 |
| Monte Forbes       | 3.612 |
| South Twin Peak    | 3.566 |
| Monte Temple       | 3.543 |
| Monte Bryce        | 3.507 |
| Monte Kitchener    | 3.505 |
| Monte Hungabee     | 3.492 |
| Monte Brazeau      | 3.470 |
| Monte Athabasca    | 3.491 |
| Snow Dome          | 3.456 |
| Monte Andromeda    | 3.450 |
| Monte Joffre       | 3.449 |
| Monte Edith Cavell | 3.363 |